# Beckwith (Ontario)
Beckwith es un municipio canadiense situado en la provincia de Ontario.

## Superficie
Beckwith tiene una superficie de 239,31 km².

## Demografía
En 2021, tenía 9021 habitantes, una densidad poblacional de 37,7 hab./km², y 3523 viviendas.